# Sòi tía
Sòi tía (danh pháp: Triadica cochinchinensis) là một loài thực vật có hoa trong họ Đại kích. Loài này được Lour. miêu tả khoa học đầu tiên năm 1790.